# Давидсон, Самуил Абрамович
Самуи́л Абра́мович Давидсо́н (укр. Самуїл Абрамович Давидсон; 1 октября 1897, Киев — 22 сентября1987, там же) — советский оператор неигрового кино, фронтовой кинооператор в годы Великой Отечественной войны.

## Биография
Родился в семье служащего в Киеве. Окончил Киевское художественное училище в 1917 году.
С февраля 1918 года служил в Красной армии адъютантом начальника Киевского гарнизона, в декабре того же года вступил в ВКП(б), в дальнейшем был политработником, редактором дивизионной газеты, сотрудничал с корпусной газетой «Червонный казак». Демобилизовался в 1925 году.
Работал пропагандистом Севастопольского и Ялтинского райкомов ВКП(б). С 1927 года — помощник режиссёра на Ялтинской кинофабрике ВУФКУ, с ноября 1928 года — автор-оператор сектора кинохроники «Культкино», работал на корпунктах в Орле, Воронеже, Смоленске и Симферополе. Затем на Укркинохронике — в Харькове, а с 1939 года в Киеве.
Во время Великой Отечественной войны — оператор фронтовых киногрупп, был ранен, в мае 1942 года проходил лечение в эвакуационном госпитале 2348, с октября 1942 года работал в киногруппе 2-го Украинского фронта, с 1944 года — 3-го Прибалтийского и с марта 1945 года — 2-го Белорусского фронта (в паре с оператором Василием Косицыным).
По окончании войны работал на Украинской студии хроникально-документальных фильмов. Автор более 1200 сюжетов для кинопериодики: «На страже СССР», «Наш край», «Наука и техника», «Новости дня», «Пионерия», «Социалистическая деревня», «Союзкиножурнал» и других. Вышел на пенсию в 1958 году.
Автор ряда технических изобретений. Член Союза кинематографистов СССР (СК Украинской ССР) с 1960 года.
Скончался 22 сентября 1987 года в Киеве.

## Избранная фильмография
- 1928 — Крым зовёт
- 1929 — Бобруйские манёвры 1929 г.
- 1931 — Кузнецкстрой рапортует / Комсомол Кузнецкстроя (совместно с Б. Макасеевым)
- 1931 — Штурмует время (совместно с Н. Константиновым)
- 1932 — За кокс, чугун, за большевистскую сталь
- 1932 — Ойротя
- 1936 — Повесть о победившей молодости
- 1936 — Ударом на удар (в соавторстве)
- 1945 — В Померании (фронтовой спецвыпуск № 5) (в соавторстве)
- 1948 — Восстановление Днепрогэса
- 1948 — На полях Украины
- 1949 — Днепрогэс (в соавторстве)
- 1949 — Знатные уральцы (в соавторстве)
- 1949 — На пути к изобилию (в соавторстве)
- 1949 — Пребывание польской делегации на Украине (в соавторстве)
- 1949 — Ирпенская пойма (в соавторстве)
- 1950 — Цветущая Украина (в соавторстве)
- 1952 — Международные товарищеские соревнования по лёгкой атлетике (в соавторстве)
- 1954 — Город бессмертной славы (в соавторстве)

## Изобретения
- Патент № 18349 (30 сентября 1930) — Приспособление к киносъёмочным аппаратам для смены объективов с разными фокусными расстояниями[14];
- Патент № 18350 (30 сентября 1930) — Киносъёмочный аппарат (к дополнительному патенту, заявленному 3 июля 1928 года)[15];
- Патент № 19035 (31 января 1931) — Приспособление для автоматического корректирования границ изображения, видимого в видоискателе и снимаемого фото- или киноаппаратом[16];
- Авторское свидетельство № 35619 (31 марта 1934) — Прицельное приспособление для ручного оружия[17];

## Комментарии
1. ↑  В качестве редактора дивизионной газеты Самуил Давидсон упоминается в литературно-историческом исследовании «Двести лет вместе» А. И. Солженицына[7].